# オリオン座パイ3星
オリオン座π3星 (Pi3 Orionis, π3 Ori) は、オリオン座の端に輝く恒星で3等星。

## 概要
オリオン座π3星は薄黄色のF型主系列星。光度は太陽の3倍程度で距離は約26光年。遠い星の多いオリオン座の星々の中ではもとより、全天の明るい恒星の中でも太陽系に近い星である。
太陽系の年齢、すなわち地球が誕生してから知的生命体による文明が形成されるまで約46億年の期間があることを考えると、ある恒星の周囲を公転している惑星に生命が誕生して文明社会が誕生するには中心となる恒星が主系列にいる期間が50億年以上あることが条件の1つとなる。オリオン座π3星は主系列にいる期間が50億年かそれよりやや長い程度と考えられており、オリオン座π3星くらいの質量・光度・直径をもつ主系列星が周囲を公転する惑星に知的生命体が誕生する上限といわれている。
なお、公転する惑星に知的生命体を育む可能性のある恒星としては、オリオン座では他にオリオン座χ1星（4.39等、スペクトル型G0 V、距離28.7光年）があり、他の星座ではエリダヌス座ε星（3.72等、スペクトル型K2 V、距離10.8光年）とくじら座τ星（3.50等、スペクトル型G8.5V、距離11.9光年）等が知られている。エリダヌス座ε星は太陽系から9番目に、くじら座τ星は17番目に近い星であり、オリオン座χ1星もオリオン座π3星同様オリオン座の恒星、さらには全天の明るい恒星の中でも太陽系に近い星であるといえる。
オリオン座π3星の視線速度は 73.26 日周期で変動しており、これは伴星か惑星が近くを回っているからだと考えられるが、そうした天体はまだ発見されていない。リック天文台のチームはその天体の大きさを木星質量の0.84倍から46.7倍、主星との間隔を0.05から5.2天文単位と予想している。

## 名称
タビトという固有名を持つ。2017年9月5日、国際天文学連合の恒星の命名に関するワーキンググループ (Working Group on Star Names, WGSN) は、オリオン座π3星の固有名として、Tabit を正式に定めた。アメリカのアマチュア博物学者リチャード・ヒンクリー・アレンによれば、イライジャー・バリットが著した『天空の地理学 (Geography of the Heavens) 』の星図に Thabit という星名が見られるものの、これはオリオン座υ星の名前とされていた。また、アラビア語で Al Thābit は「変わらないもの」を意味する言葉であるが、なぜこれらの星の名の由来となったかは不明である、としている。
アレンは、オリオン座の西側に南北に並ぶ ο1、ο2、π1、π2、π3、π4、π5、π6、gの星々は、アラビア語で「衣服の袖」を意味するAl Kummと呼ばれていたとしている。